# Kelli Williams
Kelli Renee Williams (Los Angeles, 8 giugno 1970) è un'attrice statunitense.

## Biografia
Kelli Williams è la figlia dell'attrice Shannon Wilcox e del chirurgo plastico John Williams. I suoi genitori si separarono quando aveva 13 anni. Ha un fratello e due fratellastri.
Williams fece parte del Screen Actors Guild prima di compiere un anno, comparendo in una pubblicità per pannolini, e comparve in molte altre pubblicità da bambina. Ha frequentato la scuola elementare Lycée Français de Los Angeles, e si è diplomata alla Beverly Hills High School nel 1988. Mentre frequentava la scuola faceva parte del dipartimento delle arti dello spettacolo; qui venne notata da un agente durante la produzione scolastica di Romeo e Giulietta.
Williams iniziò la sua carriera in televisione, con un ruolo nella seconda stagione della serie televisiva della CBS La bella e la bestia, ed una piccola parte nel film per la televisione della NBC Gli strangolatori della collina.  La sua prima apparizione al cinema avvenne nel 1990 in Zapped! Il college più pazzo, a cui seguì nel 1994 There Goes My Baby. Sempre nel 1994 interpretò Jennifer Stolpa nel film TV Snowbound: The Jim and Jennifer Stolpa Story. In questi anni ha partecipato come guest a varie serie TV, tra cui Cinque in famiglia, Progetto Eden e La famiglia Brock.
Nel 1997 venne scelta per interpretare il personaggio di Lindsay Dole nella serie TV The Practice - Professione avvocati. Contemporaneamente apparve anche nelle serie The Lyon's Den e Hack, nonché in un crossover tra The Practice ed Ally McBeal, e in due episodi di Scrubs - Medici ai primi ferri. Nel 2004 ha interpretato il ruolo di Natalie Durant nella serie TV Medical Investigation. Dal 2009 al 2011 è stata tra i protagonisti della serie Lie to Me nel ruolo di Gillian Foster, accanto a Tim Roth.

### Vita privata
Nel 1996 ha sposato lo scrittore Ajay Sahgal; la coppia ha tre figli.

## Filmografia

### Cinema
- Zapped! Il college più pazzo (Zapped Again!), regia di Doug Campbell (1990)
- Mr. Jones, regia di Mike Figgis (1993)
- I ribelli (There Goes My Baby), regia di Floyd Mutrux (1994)
- E=MC², regia di Benjamin Fry (1996)
- Kismet, regia di Billy Wirth – cortometraggio (1999)
- It's a Shame About Ray, regia di Ajay Sahgal – cortometraggio (2000)
- The Space Between, regia di Travis Fine (2010)
- Any Day Now, regia di Travis Fine (2012)

### Televisione
- La bella e la bestia (Beauty and the Beast) – serie TV, episodio 2x14 (1989)
- Gli strangolatori della collina (The Case of the Hillside Stranglers), regia di Steve Gethers – film TV (1989)
- Day by Day – serie TV, 3 episodi (1989)
- Sull'orlo del baratro (Out on the Edge), regia di John Pasquin – film TV (1989)
- Medico alle Hawaii (Island Son) – serie TV, 1 episodio (1989)
- In viaggio nel tempo (Quantum Leap) – serie TV, episodio 2x02 (1989)
- Elvis – serie TV, 13 episodi (1990)
- My Life as a Babysitter – film TV (1990)
- Switched at Birth, regia di Waris Hussein – film TV (1991)
- The Young Riders – serie TV, 1 episodio (1991)
- A Woman Scorned: The Betty Broderick Story, regia di Dick Lowry – film TV (1992)
- Law & Order - I due volti della giustizia (Law & Order) – serie TV, episodio 2x17 (1992)
- Sisters – serie TV, 1 episodio (1992)
- Civil Wars – serie TV, 1 episodio (1992)
- Her Final Fury: Betty Broderick, the Last Chapter, regia di Dick Lowry – film TV (1992)
- For Their Own Good, regia di Ed Kaplan – film TV (1993)
- Capsula di salvataggio (Lifepod), regia di Ron Silver – film TV (1993)
- Snowbound: The Jim and Jennifer Stolpa Story, regia di Christian Duguay – film TV (1994)
- Cinque in famiglia (Party of Five) – serie TV, episodio 1x10 (1994)
- Progetto Eden (Earth 2) – serie TV, episodi 1x11-1x13 (1995)
- New York News – serie TV (1995)
- Voice from the Grave, regia di David Jackson – film TV (1996)
- La famiglia Brock (Picket Fences) – serie TV, 1 episodio (1996)
- Mai amore più grande (Mary & Tim), regia di Glenn Jordan – film TV (1996)
- The Practice - Professione avvocati (The Practice) – serie TV, 145 episodi (1997-2003)
- Ally McBeal – serie TV, episodio 1x20 (1998)
- Sweetwater, regia di Lorraine Senna – film TV (1999)
- Flowers for Algernon, regia di Jeff Bleckner – film TV (2000)
- Scrubs - Medici ai primi ferri (Scrubs) – serie TV, episodi 1x17-1x18 (2002)
- The Lyon's Den – serie TV, 3 episodi (2003)
- Hack – serie TV, 1 episodio (2003)
- Un fidanzato per natale (A Boyfriend for Christmas), regia di Kevin Connor – film TV (2004)
- Medical Investigation – serie TV, 20 episodi (2004-2005)
- Squadra emergenza (Third Watch) – serie TV, episodio 6x16 (2005)
- Murder on Pleasant Drive, regia di Michael Scott – film TV (2006)
- Law & Order: Criminal Intent – serie TV, episodio 6x22 (2007)
- The One That Got Away, regia di Stacey Stewart Curtis – film TV (2008)
- Men in Trees - Segnali d'amore (Men in Trees) – serie TV, 6 episodi (2007-2008)
- Lie to Me – serie TV, 48 episodi (2009-2011)
- Criminal Minds – serie TV, episodio 6x20 (2011)
- The Mentalist – serie TV, episodio 4x03 (2011)
- Army Wives - Conflitti del cuore (Army Wives) – serie TV, 11 episodi (2012)
- The Foster – serie TV, 8 episodi (2013-2018)
- Detective McLean (Ties That Bind) – serie TV, 10 episodi (2015)
- Law & Order - Unità vittime speciali (Law & Order - Special Victims Unit) - serie TV, episodio 18x02 (2016)
- Early Release - Il prezzo del passato (Early Release), regia di John L'Ecuyer - film TV (2017)
- Coyote - serie TV, 5 episodi (2021)
- Found – serie TV (2023-2025)

## Doppiatrici italiane
Nelle versioni in italiano delle opere in cui ha recitato, Kelli Williams è stata doppiata da:
- Roberta Paladini in Lie to Me, Detective McLean, Law & Order - Unità vittime speciali
- Beatrice Margiotti in The Practice - Professione avvocati, Medical Investigation
- Barbara De Bortoli in Scrubs - Medici ai primi ferri, Early Release - Il prezzo del passato
- Chiara Salerno in Army Wives - Conflitti del cuore
- Emanuela Pacotto in Law & Order: Criminal Intent
- Antonella Baldini in NCIS - Unità anticrimine
- Ilaria Stagni in Criminal Minds
- Francesca Fiorentini in Found